# Dagh Indústria e Comércio de Veículos
Dagh Indústria e Comércio de Veículos Ltda. war ein brasilianischer Hersteller von Automobilen.

## Unternehmensgeschichte
Das Unternehmen aus Diadema stellte in der Mitte der 1980er Jahre Automobile und Kit Cars her. Der Markenname lautete Dagh.

## Fahrzeuge
Das einzige Modell war ein VW-Buggy. Er ähnelte einem Modell von Gurgel. Die Karosserie bestand auf Fiberglas. Hinter den vorderen Sitzen befand sich eine Überrollvorrichtung. Die eckigen Scheinwerfer stammten vom Fiat 147 und die Rückleuchten vom VW Gol.